# Sespel'
Sespel' (in russo: Сеспель,  in ciuvascio: Çеçпĕл ; Çeçpĕl) è una località rurale (un selo) del distretto di Kanaš della Repubblica autonoma della Ciuvascia, in Russia, che si trova 15 chilometri a nord-ovest di Kanaš.
La maggioranza della popolazione di villaggio di 560 persone è ciuvascia, ed in maggioranza donne. Le strutture del villaggio includono un centro di cultura, un teatro, una biblioteca, una clinica medica e svariati negozi.